# Kathryn Harrison
Kathryn Harrison (Los Angeles, 20 de março de 1966) é uma autora norte-americana. 

## Biografia
Graduou-se em artes pela Universidade de Stanford em 1982, obteve o título de mestrado pela Universidade de Iowa em 1987. Vive atualmente em Nova Iorque com o marido, o romancista e editor Colin Harrison.
Famosa pela auto-biografia "O Beijo" no qual narra sua relação incestuosa e abusiva de quatro anos com seu próprio pai o qual só foi realmente conhecer aos 20 anos de idade.

## Obras publicadas

### Ficção
- Thicker Than Water (Random House, 1992)
- Exposure (Random House, 1993)
- Poison (Random House, 1995)
- A cadeira do suplício - No original The Binding Chair (Random House, 2000)
- A mulher foca: romance - No original The Seal Wife (Random House, 2002)
- Inveja: romance - No original Envy (Random House, 2005).
- Encantamentos - No original Enchantements (2013)

### Não-ficção
- O Beijo: Memórias (Random House, 1997)
- Seeking Rapture: Scenes From a Life (Random House, 2003)
- The Road to Santiago (National Geographic, 2003),
- Saint Therese of Lisieux: Penguin Lives Series (Penguin Books, 2003)
- The Mother Knot: A Memoir (Random House, 2004)
- "While They Slept: An Inquiry into the Murder of a Family" (Random House, 2008).